# Joan Baptista Espadaler i Colomer
Joan Baptista Espadaler i Colomer (Sant Quirze de Besora, Osona, 1878 - Sant Quirze de Besora, 26 de gener de 1917) fou un compositor català.
Va estudiar amb Enric Morera. Dirigí l'Orfeó Canigó de Barcelona (1908-1911) i el conservatori de Vic (1914-1917), on fundà una orquestra, l'Orfeó Vigatà, la revista musical Arxiu (1916), un cor infantil i la Societat Vigatana de Concerts. Josep Font i Palmarola va ser alumne seu.
Com a compositor va escriure sarsueles, com El testament d'Amèlia (1908, amb Carme Karr), l'òpera Almodis, inèdita, el poema simfònic El país del plaer, cançons per a cor, sardanes, i de l'òpera Almodès.
Col·laborà a La Veu de Catalunya, Revista Musical Catalana, i publicà La música del meu poble (1912).